# Sette arcangeli

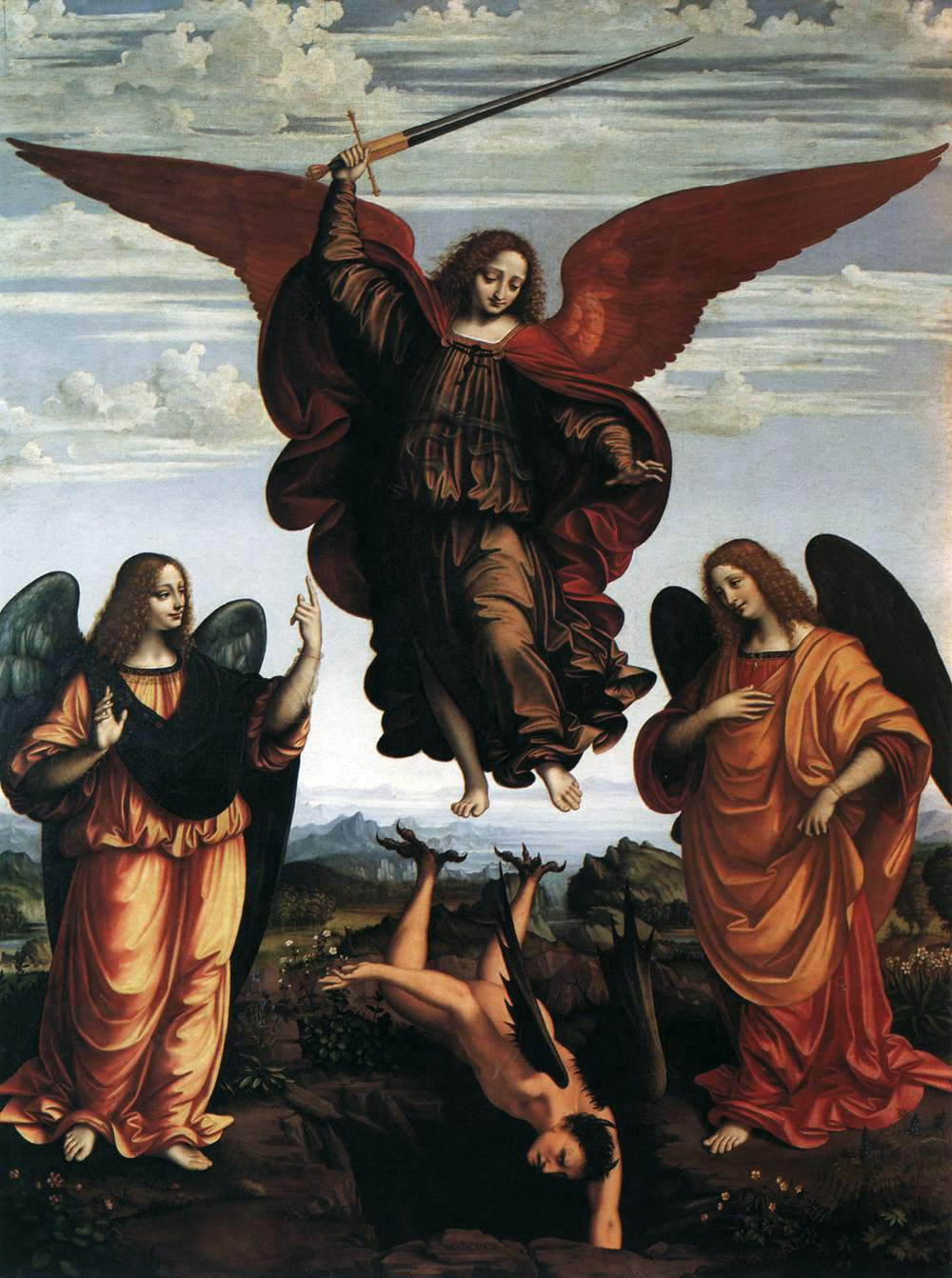
I tre Arcangeli, di Marco d'Oggiono. Nel culto cattolico solo i tre angeli nominati nella Bibbia possono essere ricordati liturgicamente.

Il sistema di sette arcangeli nasce da un'antica tradizione dell'angelologia giudaica, secondo la quale ci sono sette angeli che stanno costantemente di fronte al trono di Dio pronti a mettere in opera i suoi interventi nella storia umana. Essi sono chiamati "angeli della presenza" o "angeli del volto" e solo successivamente, dopo lo sviluppo di gerarchie angeliche, vennero chiamati "arcangeli". Nella Bibbia essi sono citati esplicitamente solo nel Libro di Tobia, un'opera deuterocanonica, cioè ritenuta ispirata solo dalla chiesa cattolica e da quella ortodossa, non dagli ebrei e dai protestanti. Nel libro, infatti, compare l'angelo Raffaele che afferma: 
Zaccaria 4,10 fa riferimento a "sette lucerne [che sono] gli occhi del Signore che scrutano tutta la Terra". Gli angeli della presenza compaiono più volte nella letteratura giudaica intertestamentaria e, in particolare nel Libro di Enoch, un'opera ebraica post-biblica del I secolo a.C., ritenuta canonica solo dalla Chiesa copta e non dagli altri cristiani, né dagli ebrei. Anche i sette angeli, che nell'Apocalisse suonano le sette trombe (Apocalisse 8,2) e successivamente versano i sette aspersori (Apocalisse 16,1), sono da interpretarsi come angeli della presenza. Inoltre, sette spiriti innanzi al trono di Dio, la cui identità non è meglio precisata, tengono accese le sette lampade di Apocalisse 4,5.
Nella Bibbia compare il nome di altri due arcangeli. Il primo è Michele, che è citato brevemente nel Libro di Daniele (Daniele 10,13) e compare anche nel Nuovo Testamento nell'Apocalisse, in cui è considerato il capo degli angeli (Apocalisse 12,7) e nella Lettera di Giuda, in cui viene riconosciuto come arcangelo (Giuda 9); il secondo è Gabriele, che compare nell'Annunciazione di Maria, in cui il titolo di arcangelo non è citato (Luca  1,26).
Differenti fonti successive sono in disaccordo sia sull'identificazione dei sette arcangeli (nome e funzione) sia sulla loro appartenenza alle diverse gerarchie angeliche.
L'elaborazione della dottrina dei sette arcangeli nella cabala e in altre dottrine esoteriche ha portato a cercare una corrispondenza con i giorni della settimana, cioè con i sette astri mobili ("pianeti") dell'astronomia antica: Sole, Luna, Marte, Mercurio, Giove, Venere e Saturno. Anche su questo punto, tuttavia, non c'è completo accordo fra le diverse proposte.
I sette arcangeli presiedono ciascuno uno dei sette cieli, sempre secondo la tradizione ebraica.

## Diverse denominazioni

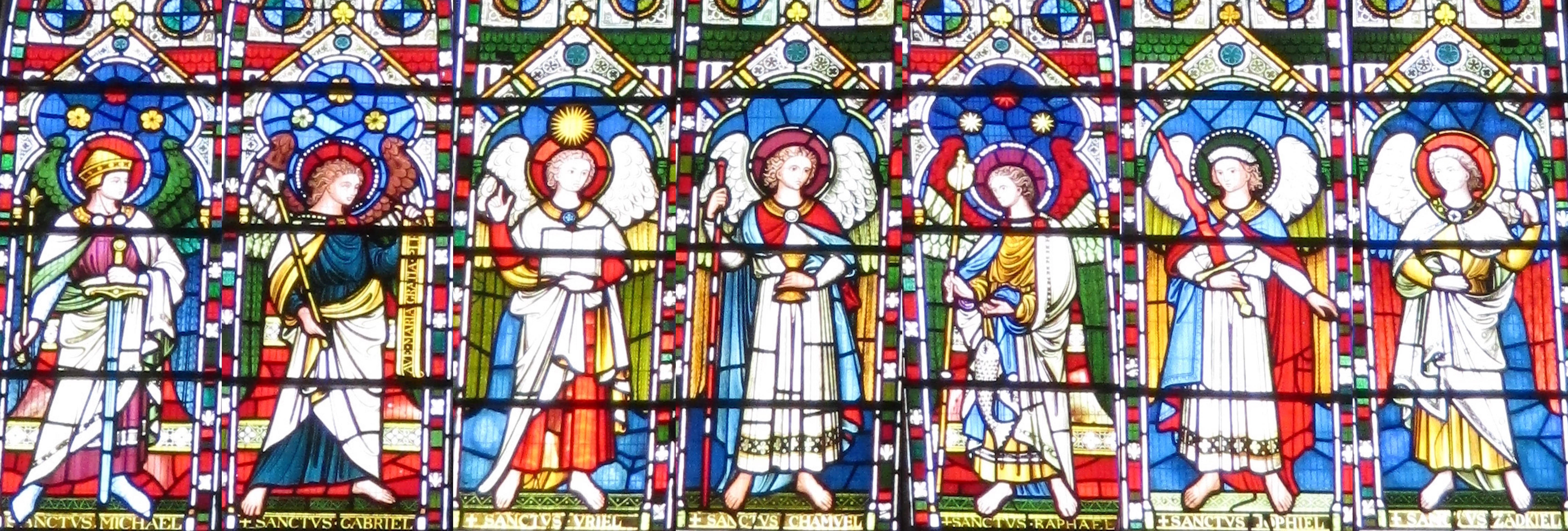
Vetrata dei sette arcangeli secondo Pseudo-Dionigi, nella chiesa anglicana St Michael and All Angels Church, Brighton, Inghilterra. Da sinistra a destra: Michele, Gabriele, Uriele, Chamuel, Raffaele, Jofiele, e Zadkiel.

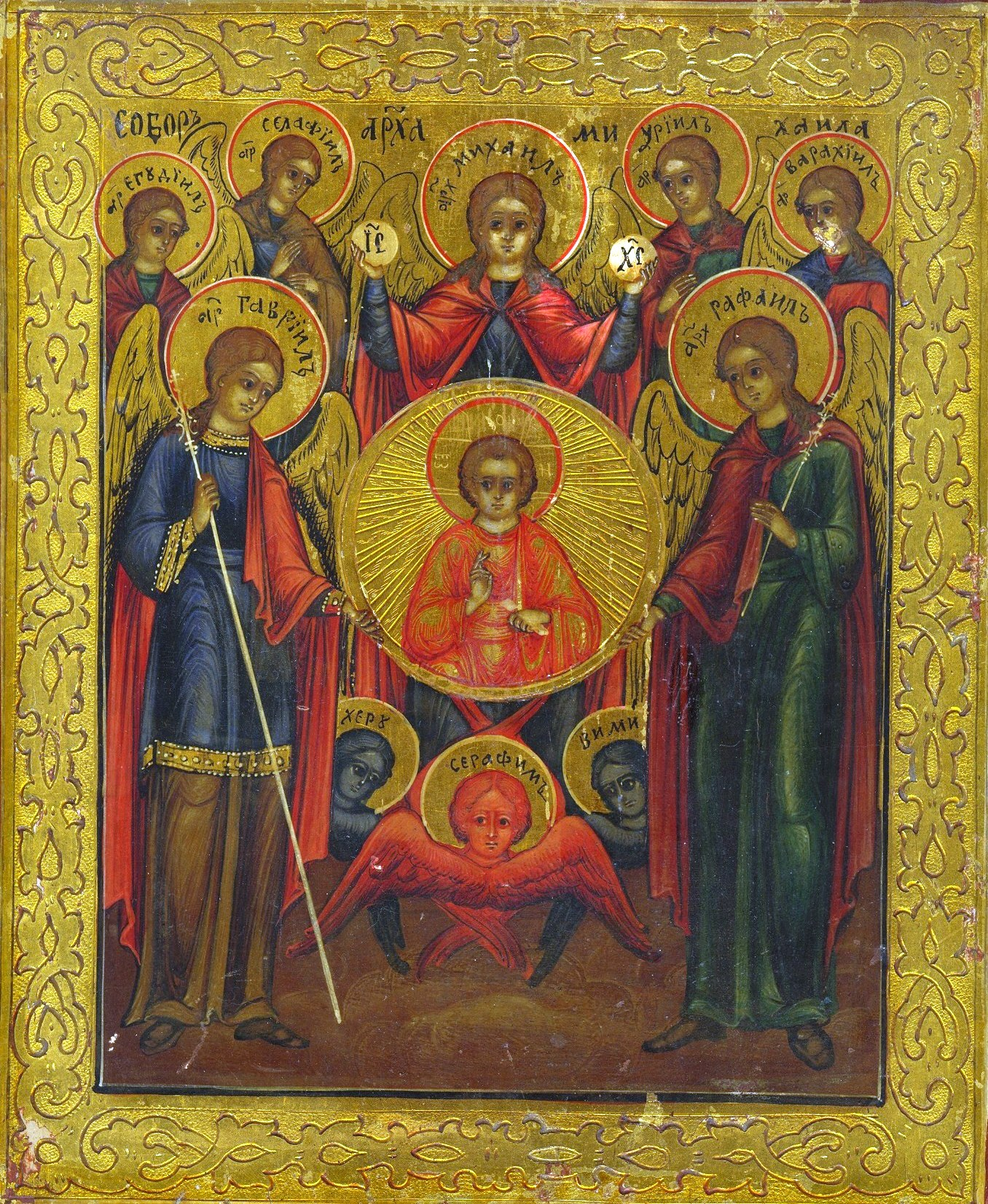
"Sinassi dell'Arcangelo Michele" ("Собор Архистратига Михаила"). Icona ortodossa dei sette Arcangeli". Da sinistra a destra: Geudiele, Gabriele, Sealtiele, Michele, Uriele, Raffaele, e Barachiele. Sotto la mandorla del Cristo Emmanuele sono rappresentati due Cherubini (in blu) e un Serafino (in rosso).

Vi è una grande variabilità nel nome degli arcangeli, anzitutto perché i nomi non sono perfettamente uguali nemmeno nei diversi antichi manoscritti di una stessa opera e inoltre perché i traduttori vocalizzano l'ebraico (che scrive solo le consonanti) in modo diverso e più adatto alla fonetica della propria lingua.
Il più antico riferimento al sistema dei sette arcangeli compare nel cap. XX del Libro di Enoch (l'Enoch Etiope), dove vengono chiamati Michele, Gabriele, Raffaele, Uriele, Raguel, Zerachiel (o Saraqael) e Remiel. I primi quattro nomi sono invariati in tutte le elencazioni fatte in seguito da altri testi angelologici.
Gli ultimi tre, invece, hanno spesso nomi diversi. Secoli dopo, Pseudo-Dionigi li denomina Camael, Jofiele e Zadkiel (o Hesediel). Papa Gregorio I (540-604) li identifica come Simiel, Orifiel, e Zachariel. Nel frattempo in Oriente la chiesa ortodossa aveva adottato i nomi: Barachiel, Jehudiel, Salathiel. Solo nel XVI secolo anche la chiesa cattolica scelse questi stessi nomi, anche se con lievi variazioni ortografiche.
Nella cupola della Cappella palatina di Palermo sono le immagini dei sette arcangeli, con i loro nomi, motti ed attributi, secondo la tradizione bizantina e poi cattolica. Mentre nella Chiesa di San Michele in Vasto, Abruzzo, sono presenti le uniche statue dei 7 arcangeli.
| Arcangelo  | Significato        | Motto                              | Attributi                                                           |
| ---------- | ------------------ | ---------------------------------- | ------------------------------------------------------------------- |
| Michele    | Chi è come Dio?    | Paratus ad animas suscipiendas     | Calpesta Satana, impugna una spada fiammeggiante                    |
| Gabriele   | Dio è potente      | Spiritus Sanctus superveniet in te | Fiaccola e specchio di diaspro (di solito è il giglio bianco)       |
| Raffaele   | Dio guarisce       | Viatores comitor, infirmos medico  | Vasetto di medicinali (di solito è il pesce; accompagnato da Tobia) |
| Uriele     | Dio infiamma       | Flammescat igne caritas            | Fiamma e spada                                                      |
| Barachiele | Benedizione di Dio | Adiutor ne derelinquas nos         | Rose (=grazie) da distribuire                                       |
| Geudiele   | Lode di Dio        | Deum laudantibus praemia retribuo  | Corona e flagello                                                   |
| Selatiele  | Dio comunica       | Oro supplex et acclinis            | In preghiera                                                        |

Le diversità fra queste e altre proposte risalgono a tre fattori:
- Variazioni ortografiche
- Scelta di un diverso verbo ebraico per caratterizzare la funzione dell'arcangelo
- Diversa elaborazione sul significato del loro nome in ebraico per ampliare o modificare la caratterizzazione delle loro funzioni.

Per esempio Jehudiel o Iehudiel o Geudiele coincide ovviamente con Jehudiel o Jegudiel; i suoi attributi, inoltre, mostrano che è un angelo giustiziere (la corona per premiare e la frusta per punire). Egli perciò potrebbe corrispondere a Samaele ("Dio punisce"), che Gregorio I chiama "Simiel", e a Camaele ("Dio vede" peccati e meriti), l'arcangelo che espulse Adamo ed Eva dall'Eden e che compare nello Pseudo-Dionigi. Interpretando, però, "Camaele" come il nome dell'arcangelo "che vede Dio", le sue funzioni possono essere considerevolmente modificate. Analogamente se "Samaele" è un "castigo di Dio", potrebbe anche essere un demonio: ecco perciò che alcuni autori esoterici ne hanno alterato notevolmente il profilo. Considerando, poi, il lato premiale, della giustizia divina, come presente in Jehudiel, sorge una corrispondenza con il Raguel ("Dio incoraggia") del libro di Enoch. Raguel e Samael, così diversi fra loro, risultano essere le due facce della giustizia divina.
Asrael ("colui che Dio aiuta") è dipinto come arcangelo sotto il comando di Dio anziché come la figura della Morte personificata.
Analogamente la funzione di dispensare grazie divine è svolta da Barachiel, come da Zadkiel ("Dio favorisce"), detto anche "Takiel" e da Zerachiel, detto anche "Zachariel", che assegna ad ogni uomo il suo angelo custode.
Sealtiele, poi, è una deformazione di "Salathiel" o "Salaphiel" (="Dio comunica"). Egli insegna a pregare e intercede per gli uomini. Corrisponde, quindi all'angelo del Sabato (il giorno di preghiera) "Shabbataj" o Cassiel e a Jofiele, l'arcangelo che lo Pseudo-Dionigi associa alla bellezza della Torah, la parola "comunicata" da Dio.
Raziel ("il segreto di Dio"), Remiel ("fulmine inviato da Dio"), Ariel ("leone di Dio"), Haniel ("allegria di Dio") ed Asariel ("colui che Dio ha legato") sono considerati angeli aggiuntivi a questi nella Kabbala; lo stesso vale per Asrael di cui reale identità si crede sia Esdra, Metatron ("piccolo YHWH") reincarnazione di Enoch dopo l'ascensione ed a Sandalphon, anch'esso una incarnazione angelica di Elia. Questi sono angeli meno conosciuti, però anch'essi ritenuti Arcangeli e collegati ai pianeti.
In conclusione gli arcangeli sono i ministri di Dio e la scelta del loro nome sembra determinata da riflessioni teologiche su come Dio interviene nella storia umana.

## Il culto degli angeli nella chiesa delle origini
Il cristianesimo del periodo apostolico "ereditò un fiorente e in un certo senso problematico culto degli angeli...influenzato da certe pratiche ebraiche eterodosse, così come dalla fede pagana nei messaggeri divini". Vi si oppose San Paolo: "Nessuno v'impedisca di conseguire il premio, compiacendosi in pratiche di poco conto e nell'adorazione di angeli, seguendo le proprie pretese, gonfio di vano orgoglio nella sua mente carnale" (Colossesi 2,18). Ancora tre secoli dopo, al sinodo di Laodicea il canone 35 recita: "Non è bene che i cristiani lascino la chiesa di Dio e si abbandonino ad invocare gli angeli e si ritrovino in segrete conventicole, poiché queste cose sono vietate. Se dunque chiunque fosse sorpreso a dedicarsi a questa segreta idolatria, sia anatema, perché egli ha abbandonato Nostro Signore Gesù Cristo e ha abbracciato l'idolatria". Il pericolo di un culto idolatrico e di una sovrapposizione fra le figure dell'arcangelo Michele e di Gesù Cristo, forse particolarmente vivo solo in Frigia e Psidia, si attenuò col tempo e la Chiesa ortodossa trovò il modo di venerare i sette arcangeli senza ulteriori problemi.

## Il culto in occidente nel medioevo e nell'età moderna

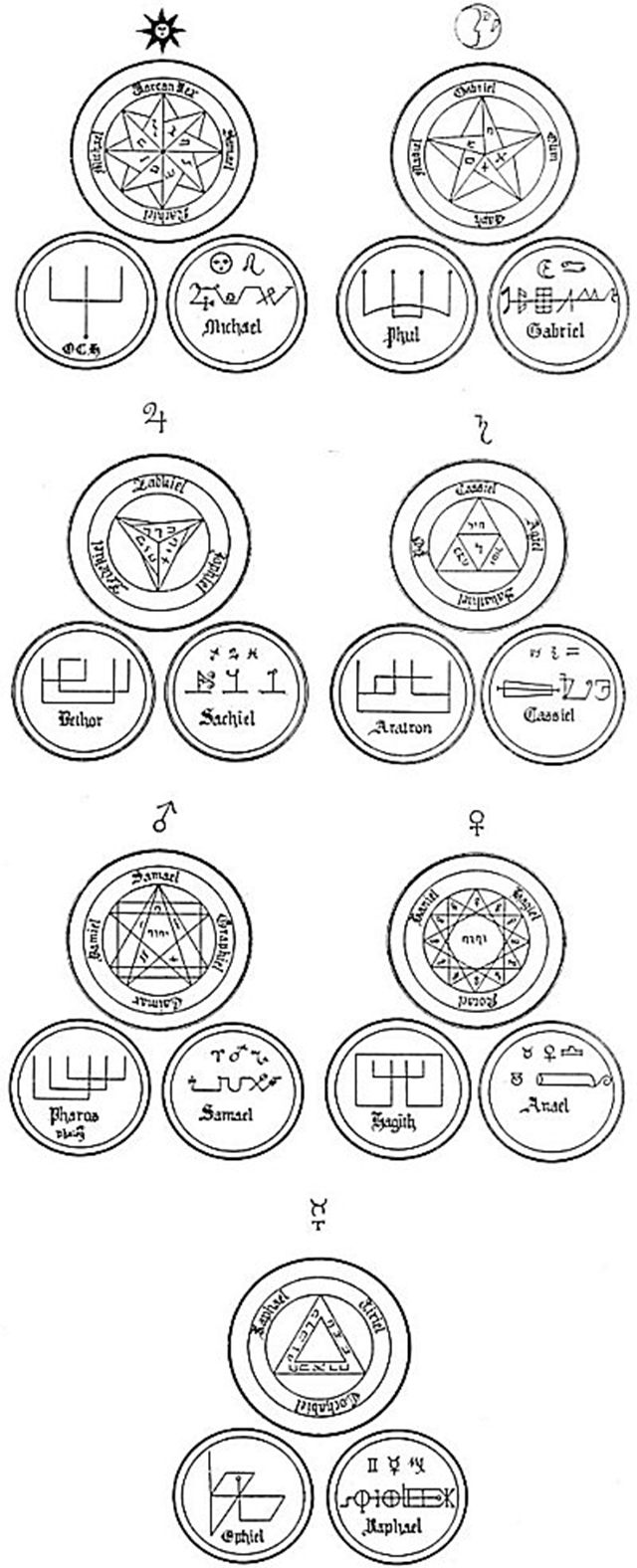
I Sette sigilli degli Arcangeli in una rappresentazione del XIX secolo tratta dal Complete Book of Magic Science di Frederick Hockley

In Occidente, invece, nel corso del secolo VIII il culto dovette essere abbandonato per evitare abusi. Nel sinodo di Roma del 745, infatti, papa Zaccaria dovette intervenire contro Adalberto, vescovo di Magdeburgo, che aveva unito in un'unica preghiera il nome dell'arcangelo Michele con quelli di Uriel, Raguel, Semiel e con i completamente sconosciuti Tubuel, Adimis, Tubuas e Sabaoth, da alcuni considerati nomi di demoni. Egli, quindi, proibì ogni culto di angeli diverso dalla venerazione e invocazione dei soli arcangeli "biblici" Michele, Gabriele e Raffaele. Successivamente, essendosi diffusa l'invocazione di Uriel ("Fuoco di Dio" o "Luce di Dio") come quarto arcangelo, essa fu esplicitamente proibita nel Concilio di Aquisgrana del 798.
I nomi e il culto dei sette arcangeli ricomparvero in Occidente nel 1516, quando il sacerdote Antonio Lo Duca riscoprì le loro immagini nella volta della Cappella Palatina di Palermo, con i loro nomi, i loro motti e i loro attributi, come sopra riportati. Ciò determinò un ampio, ma temporaneo, interesse devozionale, che determinò nel 1523 la fondazione della confraternita dei Sette Arcangeli, a cui aderì anche l'imperatore Carlo V d'Asburgo.
Trasferitosi a Roma nel 1527 il Lo Duca continuò a proporre il culto dei sette arcangeli, per i quali sviluppò anche i testi liturgici. Nel 1561 riuscì a convincere il papa Pio IV ad avviare la costruzione della Basilica di Santa Maria degli Angeli e dei Martiri, realizzata sulle Terme di Diocleziano seguendo un progetto predisposto da Michelangelo Buonarroti. Pochi anni dopo anche ad Assisi e a Napoli fu avviata la realizzazione di due basiliche analoghe.
Il culto, destinato perlopiù a essere soppiantato dal culto per l'Angelo Custode, si diffuse anche in altre città e nazioni. Ad esempio nella Cappella Metropolita del Duomo di Siracusa, l'attuale Cappella del Crocefisso, ma che sino al XVII secolo era l'abside meridionale, i fedeli avevano l'usanza di offrire ai sette Arcangeli sette monete e collocare sette ceri mentre facevano le loro richieste; curiosamente Iehudiel era invocato affinché non mancasse mai il benessere.
La preghiera ai "Sette Arcangeli" è incisa anche su una lapide presso l'altare della Cattedrale di Città del Messico. Il suo testo tradotto in italiano è:
"O Signore che creasti gli Angeli e Arcangeli affinché ti servissero e adorassero,
e hai dato loro la missione di proteggerci e aiutarci a compiere la Tua volontà,
fa' che non ci manchi mai la loro protezione, consolazione e il loro aiuto.
Allontana con la loro presenza le insidie del nemico e la presenza del maligno.
Santi Arcangeli Michele, Gabriele, Raffaele, Uriel, Selatiel, Iehudiel e Barachiel, pregate per me. Amen".
Papa Leone XII (1826–1828), Pio VIII (1830) e Gregorio XVI (1831-1832) respinsero una petizione di vescovi, cardinali e teologi per il riconoscimento definitivo del culto dei Sette Arcangeli nella cristianità.

## Il culto attuale secondo la chiesa cattolica
Nonostante la parziale diffusione del culto dei sette arcangeli, la chiesa cattolica ha mantenuto la prudenza, che aveva determinato le sue norme medioevali. Esse, infatti, sono state ribadite anche in tempi recenti e sono da ritenersi tuttora in vigore. Nel decreto Litteris Diei del 6 giugno 1992, il magistero pontificio ha chiarito che "è illecito insegnare e utilizzare nozioni sugli angeli e sugli arcangeli, sui loro nomi personali e sulle loro funzioni particolari, al di fuori di ciò che trova diretto riscontro nella Sacra Scrittura; conseguentemente è proibita ogni forma di consacrazione agli angeli ed ogni altra pratica diversa dalle consuetudini del culto ufficiale."
Il Direttorio su Pietà popolare e Liturgia del 2002 al n. 217 dice:
È da riprovare anche l’uso di dare agli Angeli nomi particolari, eccetto Michele, Gabriele e Raffaele che sono contenuti nella Scrittura.
In base a queste disposizioni emanate dalla Santa Sede, è illecito per i fedeli utilizzare nelle preghiere pubbliche e private, nomi di angeli se non solo quelle canonicamente approvate.
I sette arcangeli sono presenti nel simbolo della Società delle divine vocazioni, che li raffigura con sette grandi ali.

## Corrispondenza con i giorni della settimana
La corrispondenza, infine, fra arcangeli e giorni della settimana/pianeti è stata stabilita in modo contrastante dagli studiosi delle dottrine cabalistiche ed esoteriche; una soluzione possibile è: Michael= Sole; Gabriel=Luna; Semiel=Marte; Raphael=Mercurio; Takiel=Giove; Uriel= Venere; Cassiel=Saturno

## Corrispondenza con i punti cardinali
Nel "Libro dei Vigilanti", una sezione del Libro di Enoch, IX, quattro angeli, Michele, Gabriele, Suriele (Raffaele) e Uriele, “guardarono dal cielo e videro il molto sangue che scorreva sulla terra e tutta l'iniquità che si faceva sulla terra” per opera degli angeli ribelli. Dato che il primo punto cardinale per gli ebrei è l'Est, i quattro arcangeli possono essere messi in corrispondenza con i punti cardinali. L'incertezza del verso (orario o antiorario) rende però incerta la corrispondenza di Uriele col Nord o col Sud e di Gabriele col Sud o col Nord.